# Internazionali BNL d'Italia 2018
Internazionali BNL d'Italia 2018 (còn được biết đến với tên Giải Quần vợt Ý Mở rộng 2018 và Rome Masters 2018) là giải quần vợt chuyên nghiệp chơi trên sân đất nện ngoài trời tại Foro Italico ở Rome, Ý. Đây là lần thứ 75 tổ chức Giải Quần vợt Ý Mở rộng và và được phân loại là một giải đấu thuộc ATP World Tour Masters 1000 trong ATP World Tour 2018 và giải đấu thuộc Premier 5 trong WTA Tour 2018. Giải này diễn ra từ ngày 14 – 20 tháng 5 năm 2018.

## Điểm và tiền thưởng

### Phân phối điểm
| Sự kiện | VĐ   | CK  | BK  | TK  | 1/16 | 1/32 | 1/64 | Q  | Q2 | Q1 |
| Đơn nam | 1000 | 600 | 360 | 180 | 90   | 45   | 10   | 25 | 16 | 0  |
| Đôi nam | 1000 | 600 | 360 | 180 | 90   | 10   | —    | —  | —  | —  |
| Đơn nữ  | 900  | 585 | 350 | 190 | 105  | 60   | 1    | 30 | 20 | 1  |
| Đôi nữ  | 900  | 585 | 350 | 190 | 105  | 1    | —    | —  | —  | —  |

### Tiền thưởng
| Sự kiện | VĐ       | CK       | BK       | TK       | 1/16    | 1/32    | 1/64    | Q2     | Q1     |
| Đơn nam | €935,385 | €458,640 | €230,830 | €117,375 | €60,945 | €32,135 | €17,350 | €4,000 | €2,040 |
| Đơn nữ  | €507,100 | €253,425 | €126,590 | €58,313  | €28,910 | €14,840 | €7,627  | €4,245 | €2,184 |
| Đôi nam | €289,670 | €141,820 | €71,130  | €35,510  | €18,870 | €9,960  | —       | —      | —      |
| Đôi nữ  | €145,167 | €73,322  | €36,293  | €18,269  | €9,227  | €4,572  | —       | —      | —      |

## Nội dung đơn ATP

### Hạt giống
The following are the seeded players. Seedings are based on ATP rankings as of 7 May 2018. Rankings and points before are as of 14 May 2018.
| Hạt giống | Xếp hạng | Tay vợt               | Điểm trước thi đấu | Điểm bảo vệ | Điểm thắng | Điểm sau thi đấu | Thực trạng                                   |
| --------- | -------- | --------------------- | ------------------ | ----------- | ---------- | ---------------- | -------------------------------------------- |
| 1         | 2        | Rafael Nadal          | 7,950              | 180         | 1000       | 8,770            | Champion, defeated Alexander Zverev [2]      |
| 2         | 3        | Alexander Zverev      | 6,015              | 1,000       | 600        | 5,615            | Runner-up, lost to Rafael Nadal [1]          |
| 3         | 4        | Grigor Dimitrov       | 4,870              | 10          | 10         | 4,870            | Second round lost to Kei Nishikori           |
| 4         | 5        | Marin Čilić           | 4,770              | 180         | 360        | 4,950            | Semifinals lost to Alexander Zverev [2]      |
| 5         | 6        | Juan Martín del Potro | 4,540              | 180         | 90         | 4,450            | Third round retired against David Goffin [9] |
| 6         | 8        | Dominic Thiem         | 3,545              | 360         | 10         | 3,195            | Second round lost to Fabio Fognini           |
| 7         | 7        | Kevin Anderson        | 3,660              | 35          | 10         | 3,635            | Second round retired against Aljaž Bedene    |
| 8         | 9        | John Isner            | 3,305              | 360         | 10         | 2,955            | Second round lost to Albert Ramos Viñolas    |
| 9         | 10       | David Goffin          | 2,930              | 90          | 180        | 3,020            | Quarterfinals lost to Alexander Zverev       |
| 10        | 11       | Pablo Carreño Busta   | 2,280              | 45          | 180        | 2,415            | Quarterfinals lost to Marin Čilić [4]        |
| 11        | 18       | Novak Djokovic        | 1,905              | 600         | 360        | 1,665            | Semifinals lost to Rafael Nadal [1]          |
| 12        | 12       | Sam Querrey           | 2,220              | 90          | 10         | 2,140            | First round lost to Peter Gojowczyk          |
| 13        | 14       | Jack Sock             | 2,155              | 90          | 45         | 2,110            | Second round lost to Philipp Kohlschreiber   |
| 14        | 15       | Diego Schwartzman     | 2,130              | 10          | 45         | 2,165            | Second round lost to Benoît Paire            |
| 15        | 17       | Tomáš Berdych         | 1,980              | 90          | 10         | 1,900            | First round lost to Denis Shapovalov         |
| 16        | 16       | Lucas Pouille         | 1,995              | 10          | 45         | 2,030            | Second round lost to Kyle Edmund             |

### Other entrants
The following players received wildcards into the main draw:
- Matteo Berrettini
- Marco Cecchinato
- Andreas Seppi
- Lorenzo Sonego

The following players received entry from the qualifying draw:
- Filippo Baldi
- Nikoloz Basilashvili
- Federico Delbonis
- Nicolás Jarry
- Malek Jaziri
- Frances Tiafoe
- Stefanos Tsitsipas

### Withdrawals
Before the tournament
- Roberto Bautista Agut → replaced by  Steve Johnson
- Chung Hyeon → replaced by  Alexandr Dolgopolov
- Roger Federer → replaced by  Denis Shapovalov
- Filip Krajinović → replaced by  Aljaž Bedene
- Nick Kyrgios → replaced by  Ryan Harrison
- Andy Murray → replaced by  Leonardo Mayer
- Milos Raonic → replaced by  Peter Gojowczyk
- Andrey Rublev → replaced by  Daniil Medvedev
- Jo-Wilfried Tsonga → replaced by  Benoît Paire

## Nội dung đôi ATP

### Hạt giống
| Quốc gia | Tay vợt              | Quốc gia | Tay vợt                | Xếp hạng1 | Hạt giống |
| -------- | -------------------- | -------- | ---------------------- | --------- | --------- |
| POL      | Łukasz Kubot         | BRA      | Marcelo Melo           | 3         | 1         |
| AUT      | Oliver Marach        | CRO      | Mate Pavić             | 7         | 2         |
| Hoa Kỳ   | Bob Bryan            | Hoa Kỳ   | Mike Bryan             | 10        | 3         |
| FIN      | Henri Kontinen       | AUS      | John Peers             | 15        | 4         |
| GBR      | Jamie Murray         | BRA      | Bruno Soares           | 27        | 5         |
| COL      | Juan Sebastián Cabal | COL      | Robert Farah           | 37        | 6         |
| IND      | Rohan Bopanna        | FRA      | Édouard Roger-Vasselin | 44        | 7         |
| ESP      | Feliciano López      | ESP      | Marc López             | 46        | 8         |

### Vận động viên khác
Đặc cách:
- Simone Bolelli /  Fabio Fognini
- Julian Ocleppo /  Andrea Vavassori

Thay thế:
- Pablo Carreño Busta /  João Sousa

### Rút lui
Trước giải đấu
- Bob Bryan

## Nội dung đơn WTA

### Hạt giống
| Quốc gia | Tay vợt              | Xếp hạng1 | Hạt giống |
| -------- | -------------------- | --------- | --------- |
| ROU      | Simona Halep         | 1         | 1         |
| DEN      | Caroline Wozniacki   | 2         | 2         |
| ESP      | Garbiñe Muguruza     | 3         | 3         |
| UKR      | Elina Svitolina      | 4         | 4         |
| LAT      | Jeļena Ostapenko     | 5         | 5         |
| CZE      | Karolína Plíšková    | 6         | 6         |
| FRA      | Caroline Garcia      | 7         | 7         |
| Hoa Kỳ   | Venus Williams       | 8         | 8         |
| Hoa Kỳ   | Sloane Stephens      | 9         | 9         |
| CZE      | Petra Kvitová        | 10        | 10        |
| GER      | Angelique Kerber     | 11        | 11        |
| Hoa Kỳ   | CoCo Vandeweghe      | 13        | 12        |
| Hoa Kỳ   | Madison Keys         | 14        | 13        |
| RUS      | Daria Kasatkina      | 15        | 14        |
| LAT      | Anastasija Sevastova | 17        | 15        |
| AUS      | Ashleigh Barty       | 18        | 16        |
| SVK      | Magdaléna Rybáriková | 19        | 17        |

- Bảng xếp hạng vào ngày 7 tháng 5 năm 2018.

### Vận động viên khác
Đặc cách:
- Sara Errani
- Camilla Rosatello
- Francesca Schiavone
- Samantha Stosur
- Roberta Vinci

Xếp hạng được bảo vệ:
- Victoria Azarenka
- Laura Siegemund

Vượt qua vòng loại:
- Danielle Collins
- Polona Hercog
- Hsieh Su-wei
- Kaia Kanepi
- Ajla Tomljanović
- Alison Van Uytvanck
- Donna Vekić
- Natalia Vikhlyantseva

Thua cuộc may mắn:
- Zarina Diyas
- Aleksandra Krunić
- Aryna Sabalenka

### Rút lui
Trước giải đấu
- Alizé Cornet → thay thế bởi  Elena Vesnina
- Julia Görges → thay thế bởi  Tímea Babos
- Petra Kvitová → thay thế bởi  Aleksandra Krunić
- Ekaterina Makarova → thay thế bởi  Aryna Sabalenka
- Elise Mertens → thay thế bởi  Maria Sakkari
- Serena Williams → thay thế bởi  Zarina Diyas

Trong giải đấu
- Madison Keys

## Nội dung đôi WTA

### Hạt giống
| Quốc gia | Tay vợt                   | Quốc gia | Tay vợt                     | Xếp hạng1 | Hạt giống |
| -------- | ------------------------- | -------- | --------------------------- | --------- | --------- |
| RUS      | Ekaterina Makarova        | RUS      | Elena Vesnina               | 4         | 1         |
| CZE      | Andrea Sestini Hlaváčková | CZE      | Barbora Strýcová            | 17        | 2         |
| HUN      | Tímea Babos               | FRA      | Kristina Mladenovic         | 18        | 3         |
| CAN      | Gabriela Dabrowski        | CHN      | Xu Yifan                    | 25        | 4         |
| TPE      | Latisha Chan              | Hoa Kỳ   | Bethanie Mattek-Sands       | 32        | 5         |
| CZE      | Barbora Krejčíková        | CZE      | Kateřina Siniaková          | 33        | 6         |
| SLO      | Andreja Klepač            | ESP      | María José Martínez Sánchez | 34        | 7         |
| AUS      | Ashleigh Barty            | NED      | Demi Schuurs                | 35        | 8         |

- Bảng xếp hạng vào ngày 7 tháng 5 năm 2018.

### Vận động viên khác
Đặc cách:
- Deborah Chiesa /  Alice Matteucci
- Sara Errani /  Martina Trevisan
- Olga Savchuk /  Elina Svitolina

Thay thế:
- Johanna Konta /  Zhang Shuai

### Rút lui
Trước giải đấu
- Ekaterina Makarova

Trong giải đấu
- Madison Keys

## Nhà vô địch

### Đơn nam
- Rafael Nadal def.  Alexander Zverev, 6–1, 1–6, 6–3

### Đơn nữ
- Elina Svitolina def.  Simona Halep, 6–0, 6–4

### Đôi nam
- Juan Sebastián Cabal /  Robert Farah def.  Pablo Carreño Busta /  João Sousa, 3–6, 6–4, [10–4]

### Đôi nữ
- Ashleigh Barty /  Demi Schuurs def.  Andrea Sestini Hlaváčková /  Barbora Strýcová, 6–3, 6–4